# Triunghiuri
Треугольники (din rusă Triunghiuri) este un single al formației Carla's Dreams, lansat la 1 septembrie 2016. Piesa este compusă și produsă de membrii trupei Carla's Dreams, iar versurile sunt în limba rusă. În cântec se vorbește despre un triunghi letal al dragostei, lucru dedus din titlu. Piesa este inclusă în albumul ANTIEXEMPLU și a fost promovată la multe posturi de radio din Rusia în timpul turneului de promovare a trupei în această țară. Producția a fost oferită de Alex Cotoi și Carla's Dreams.
Piesa s-a auzit prima dată live la posturile de radio din Rusia în turneul de promovare a trupei în septembrie 2016. Piesa a mai fost interpretată live și la toate concertele trupei, fiind printre puținele piese în rusă ale formației.

## Videoclip
Filmările a avut loc la București în regia lui Roman Burlaca. Videoclipul prezintă un triunghi amoros dintre un bărbat și două femei care ajunge la o luptă violentă. În clip mai este prezentat și solistul trupei. Videoclipul a fost încărcat pe canalul de YouTube al trupei Carla's Dreams și a adunat până în ianuarie 2018 peste 15 milioane de vizualizări. 

## Lansări
| Țara    | Data              | Format           | Casa de discuri |
| ------- | ----------------- | ---------------- | --------------- |
| România | 1 septembrie 2016 | Digital Download | Global Records  |